# 衣鳩志野
衣鳩 志野（いばと しの、12月27日 - ）は、日本の女性声優。千葉県出身。
かつてはアールグルッペ、オフィスCHK、ウィングウェーヴに所属していた。

## 出演作品

### テレビアニメ
- はっけん たいけん だいすき! しまじろう

### 映画
2014年
- テルマエ・ロマエII（ローマ人の声）

### 吹き替え

#### 担当女優
ジョアン・フロガット
- おみおくりの作法（ケリー・ストーク）
- ダウントン・アビー（アンナ・スミス / アンナ・ベイツ）
  - ダウントン・アビー (映画)
  - ダウントン・アビー/新たなる時代へ

#### 映画（吹き替え）
- イージーシェイパー
- ウォール・ストリート
- エアポート2013航空機全滅
- エレクトリシティ（メル〈レノラ・クリッチロウ〉）
- オフロでGO!!!!! タイムマシンはジェット式
- THE THING’11
- サムタイム
- Sixteen Candies（ランディ）
- Joan of Arc（ヴォー・アテル）
- 人生はノー・リターン 〜僕とオカン、涙の3000マイル〜（ジェシカ〈イヴォンヌ・ストラホフスキー〉）
- スティーブ・オースティンS.W.A.T
- STRAW DOGS
- ダブルヘッド・ジョーズ（ケイト〈ブルック・ホーガン〉）
- 逃走迷路（タイタニア）
- ドム・ヘミングウェイ
- ネバーバックダウン2
- はじまりは5つ星ホテルから（ケイト・シャーマン）
- バッド・ブロマンス（ステイシー・ランズマン〈キャスリン・ハーン〉）
- ハンガー・ゲーム2（ワイレス〈アマンダ・プラマー〉）
- ハンナ
- ビトレイヤー（カレン・エドワーズ）
- ファインド・アウト（エリカ・ロンズデール〈キャサリン・メーニッヒ〉）
- フィフティ・シェイズ・オブ・グレイ（ケイト・キャヴァナー）
  - フィフティ・シェイズ・ダーカー
  - フィフティ・シェイズ・フリード
- フェイク・クライム（デビー・トーン〈ジュディ・グリア〉）
- ホットタブタイムマシン
- マーガレット・サッチャー（アマンダ）
- マーサ・スチュワート・ショー（ルーシー・リュー）
- マン・オブ・スティール（キレックスの声）
- 遊星からの物体X ファーストコンタクト（ジュリエット）
- リベンジ・フォー・ジョリー 愛犬のために撃て!（アンジェラ〈クリステン・ウィグ〉）
- ロスト・フューチャー（ジゼル）
- ロック・ザ・カスバ!（ロニー〈ズーイー・デシャネル〉）

#### ドラマ
- アグリー・ベティ
- THE EVENT/イベント（ビッキー・ロバーツ〈テイラー・コール〉）
- ウェイバリー通りのウィザードたち
- ALMOST HUMAN/オールモスト・ヒューマン #10
- お願い、キャプテン（チェ・ジウォン）
- THE KILLING/キリング（マイア・ソイデン）
- グッド・ワイフ
- ゴースト 〜天国からのささやき
- ザ・パシフィック
- CSI:マイアミ
- タイムレス（ジェシカ・ローガン〈トーニャ・グランツ〉）
- CHUCK/チャック
- デクスター 〜警察官は殺人鬼（ルーメン・アン・ピアス〈ジュリア・スタイルズ〉、ハンナ・マッケイ〈イヴォンヌ・ストラホフスキー〉）
- トーチウッド 人類不滅の日（レイチェル）
- TRUE DETECTIVE/二人の刑事（マギー・ハート〈ミシェル・モナハン〉）
- Dr.HOUSE
- とび蹴りアチョーズ
- ブラインドスポット タトゥーの女（キャシー・グスタフソン〈ヘザー・バーンズ〉）
- プリティ・リトル・ライアーズ（ナンシー・パーサ）
- ペク・ドンス（チ）
- 僕の彼女は九尾狐（ムン室長）
- 名探偵ポワロ ヘラクレスの難業（エルシー・クレイトン）
- ヤング・スーパーマン
- LAW & ORDER:LA（ケイシー）

#### アニメ
- ガーフィールド・ショー（ロージー）
- ドラゴン・パンダ（ワン・ハイヤン/フライ・ピッグ）

### ゲーム
- 携帯アプリ「なかたま」
- The Last of Us Part II（瘢痕女性）

### ボイスオーバー
- ヒストリーCh「アメリカ極秘文書の謎」（メアリー・オコナー）
- ザ・ユニバース6～宇宙の歴史～（ローラ・ダンリー）
- 古代の宇宙人
- プロジェクト・ランウェイ
- モデルズ・ランウェイ